# Beyond Magnetic
Beyond Magnetic é um EP da banda estadunidense Metallica, lançado originalmente para download digital via iTunes em 13 de dezembro de 2011. As quatro músicas "Hate Train", "Just A Bullet Away", "Hell and Back" e "Rebel of Babylon", foram gravadas durante as sessões do álbum Death Magnetic de 2008, mas ficaram de fora da tracklist final. Beyond Magnetic também teve seu lançamento em formato de CD, em 30 de janeiro de 2012 no mundo inteiro, e no dia seguinte nos Estados Unidos.

## Lançamento
A banda declarou o seguinte sobre o EP.
| “ | "Durante as sessões do álbum 'Death Magnetic' em 2007 e 2008, nós gravamos originalmente 14 músicas. Quando chegou a hora de escolher as músicas para o álbum final, nós decidimos nas 10 músicas que todos vocês conheceram nos últimos três anos. Alguns de vocês devem ter ouvido alguns trechos dessas outras faixas no 'Mission Metallica' ou ouvido boatos sobre elas durante o processo de gravação, e pensado, 'o que aconteceu com essas quatro outras músicas???'. Nós as mantivemos guardadas e decidimos lança-las por causa dessa celebração especial, então aqui estão as quatro faixas que sobraram das sessões do 'Death Magnetic'. Elas são mixagens CRUAS, não finalizadas, no jeito original de Março de 2008. Estas quatro músicas foram lançadas como presente para nossos fãs mais próximos, os membros do fã-clube, para apreciarem. Agora elas estão sendo disponibilizadas para vocês." | ” |

| Críticas profissionais                                                      | Críticas profissionais |
| Avaliações da crítica                                                       | Avaliações da crítica  |
| Fonte                                                                       | Avaliação              |
| --------------------------------------------------------------------------- | ---------------------- |
| Artistdirect                                                                | [ 3 ]                  |
| Allmusic                                                                    | [ 4 ]                  |
| Rolling Stone                                                               | [ 5 ]                  |
| Esta tabela precisa de ser acompanhada por texto em prosa. Consulte o guia. |                        |

## Faixas
Todas as músicas foram escritas e compostas por James Hetfield, Lars Ulrich, Kirk Hammett e Robert Trujillo.
| N.º            | Título               | Duração |  |
| 1.             | "Hate Train"         | 6:59    |  |
| 2.             | "Just a Bullet Away" | 7:11    |  |
| 3.             | "Hell and Back"      | 6:57    |  |
| 4.             | "Rebel of Babylon"   | 8:01    |  |
| Duração total: | Duração total:       | 29:08   |  |

## Integrantes
- James Hetfield – Vocal, Guitarra Base (Guitarra Solo em "Just a Bullet Away")
- Lars Ulrich – Bateria
- Kirk Hammett – Guitarra Solo
- Robert Trujillo – Baixo